# George Villiers, I duca di Buckingham
(Relazione d'Inghilterra di Girolamo Lando, ambasciatore ordinario a Giacomo I, 1622)
George Villiers, I duca di Buckingham (Brooksby, 28 agosto 1592 – Portsmouth, 23 agosto 1628), è stato un nobile e politico inglese, favorito di Giacomo I Stuart, nonché guida de facto dello Stato negli ultimi anni del regno di Giacomo, suo grande protettore, e nei primi del figlio di questi e successore Carlo I Stuart.
Si ritiene che la condotta disastrosa della politica inglese durante i suoi anni al potere abbia posto le premesse per lo scoppio della successiva guerra civile. Il favore di cui godeva presso Giacomo I fu in realtà basato su una relazione amorosa: il re stesso si definì "papà e marito" di George Villiers.

## Biografia
George Villiers era figlio di Sir George Villiers, appartenente alla gentry decaduta, e di Mary, figlia di Anthony Beaumont di Glenfield. In giovane età fu mandato in Francia per essere educato per la vita di corte. Sotto Giacomo I Stuart compì la sua scalata che lo portò a diventare in pochissimi anni prima Lord Ammiraglio (1619), successivamente visconte, conte, marchese e infine nel 1623 duca di Buckingham. Sposò il 16 agosto 1620 Katherine Manners, figlia di Francis Manners, VI conte di Rutland, in seguito suo jure Baronessa de Ros.
Nel 1623 si adoperò per realizzare un'alleanza con la Spagna, favorendo il matrimonio tra l'Infanta di Spagna Maria Anna, figlia di Filippo III, e il principe Carlo, che accompagnò a questo scopo a Madrid. Nel 1625 portava a termine una triplice alleanza con Danimarca e Paesi Bassi.
Nel maggio 1626, dopo una disastrosa operazione condotta contro gli spagnoli a Cadice, il Parlamento tentò di sfiduciarlo. Il re, pur di impedire la cacciata del protetto, sciolse la camera in giugno. Anche la Camera stellata respinse la vertenza del parlamento.
Nel 1627, scoppiata la guerra con la Francia, comandò una spedizione navale e di terra in supporto degli ugonotti di La Rochelle, ma dopo una campagna di quattro mesi venne sconfitto. Al suo ritorno in Inghilterra, il Parlamento cercò di spingere il sovrano a rimuovere il duca, ma il sovrano intervenne nuovamente in suo favore. L'accoglimento della Petition of Rights del 1628 condusse alla condanna dell'eccessivo potere di Buckingham e all'addossamento ai suoi danni degli insuccessi inglesi degli ultimi anni.
George Villiers morì assassinato il 23 agosto 1628 dal protestante John Felton, un marinaio fanatico convinto che la morte del duca di Buckingham sarebbe servita al bene della patria. Lasciò un figlio, che fu suo erede, George. La sua tomba monumentale si trova nell'Abbazia di Westminster.

## Nella letteratura
George Villiers è uno dei personaggi centrali del romanzo di Alexandre Dumas I tre moschettieri, dove viene chiamato Duca di Buckingham o semplicemente Buckingham. Nel testo si suppone che ci fosse una storia d'amore platonica con la regina di Francia Anna d'Austria, moglie del re di Francia Luigi XIII. Si immagina anche che Felton, il marinaio che realmente lo uccise, fosse stato plagiato da Milady, una donna perfida al servizio del cardinale Richelieu.
Erano proverbiali, e confermate dai molti ritratti, la sua avvenenza fisica e l'eleganza.
Non esistono documentazioni che possano accertare la presunta relazione del duca con la regina.

## Ascendenza
|                                       |                  |                   | Genitori         |  |  | Nonni |  |  | Bisnonni      |  |  | Trisnonni     |  |
|                                       |                  |                   |                  |  |  |       |  |  | John Villiers |  |  | John Villiers |  |
|                                       |                  |                   |                  |  |  |       |  |  | John Villiers |  |  | John Villiers |  |
|                                       |                  | Elizabeth Sothill |                  |  |  |       |  |  | John Villiers |  |  |               |  |
| William Villiers                      |                  |                   |                  |  |  |       |  |  | John Villiers |  |  |               |  |
|                                       |                  | Agnes Digby       | John Digby       |  |  |       |  |  |               |  |  |               |  |
|                                       |                  | Agnes Digby       | John Digby       |  |  |       |  |  |               |  |  |               |  |
|                                       |                  | Agnes Digby       | Margery Heydon   |  |  |       |  |  |               |  |  |               |  |
| George Villiers                       |                  | Agnes Digby       |                  |  |  |       |  |  |               |  |  |               |  |
|                                       |                  | Richard Clerke    | William Clerke   |  |  |       |  |  |               |  |  |               |  |
|                                       |                  | Richard Clerke    | William Clerke   |  |  |       |  |  |               |  |  |               |  |
|                                       |                  | Richard Clerke    | Agnes Cracherode |  |  |       |  |  |               |  |  |               |  |
| Colette Clerke                        |                  | Richard Clerke    |                  |  |  |       |  |  |               |  |  |               |  |
|                                       |                  | Agnes Baker       | William Baker    |  |  |       |  |  |               |  |  |               |  |
|                                       |                  | Agnes Baker       | William Baker    |  |  |       |  |  |               |  |  |               |  |
|                                       |                  | Agnes Baker       | …                |  |  |       |  |  |               |  |  |               |  |
| George Villiers, I duca di Buckingham |                  | Agnes Baker       |                  |  |  |       |  |  |               |  |  |               |  |
|                                       | William Beaumont | George Beaumont   |                  |  |  |       |  |  |               |  |  |               |  |
|                                       | William Beaumont | George Beaumont   |                  |  |  |       |  |  |               |  |  |               |  |
|                                       | William Beaumont | Joan Pauncefote   |                  |  |  |       |  |  |               |  |  |               |  |
| Anthony Beaumont                      | William Beaumont |                   |                  |  |  |       |  |  |               |  |  |               |  |
|                                       |                  | Mary Basset       | William Basset   |  |  |       |  |  |               |  |  |               |  |
|                                       |                  | Mary Basset       | William Basset   |  |  |       |  |  |               |  |  |               |  |
|                                       |                  | Mary Basset       | Joan Byron       |  |  |       |  |  |               |  |  |               |  |
| Mary Beaumont, contessa di Buckingham |                  | Mary Basset       |                  |  |  |       |  |  |               |  |  |               |  |
|                                       |                  | Thomas Armstrong  | John Armstrong   |  |  |       |  |  |               |  |  |               |  |
|                                       |                  | Thomas Armstrong  | John Armstrong   |  |  |       |  |  |               |  |  |               |  |
|                                       |                  | Thomas Armstrong  | Jane Stonesby    |  |  |       |  |  |               |  |  |               |  |
| Anne Armstrong                        |                  | Thomas Armstrong  |                  |  |  |       |  |  |               |  |  |               |  |
|                                       |                  | Elizabeth Bawde   | John Bawde       |  |  |       |  |  |               |  |  |               |  |
|                                       |                  | Elizabeth Bawde   | John Bawde       |  |  |       |  |  |               |  |  |               |  |
|                                       |                  | Elizabeth Bawde   | Jane Hussey      |  |  |       |  |  |               |  |  |               |  |
|                                       |                  | Elizabeth Bawde   |                  |  |  |       |  |  |               |  |  |               |  |